# Pierre Rabhi
Pierre Rabhi (Kenadsa, Francia-Algéria, 1938. május 29. – 
2021. december 4.) algériai származású, Franciaországban élő mezőgazdász, filozófus, író.
Agroökológiai módszereinek sikere arra indította, hogy különböző afrikai országokban terjessze az agroökológia területén szerzett felismeréseit és a föld szeretetét. Több, mint harminc éve annak szenteli az életét, hogy visszaadja a legszegényebbek önellátó-képességét, előmozdítsa az ember és a természet kapcsolatának harmonikus átalakulását, valamint elterjesszen egy új életszemléletet, amelynek tömören a „józan mértékletesség” nevet adta.
Yehudi Menuhin a Parole de terre (A föld szava) című könyv 1996-os kiadásának előszavában így róla: "Ez az egyszerű életszentségű, tisztán és világosan gondolkodó ember, akinek költői szépségű nyelvezete izzó szenvedélyről tanúskodik, saját verítékével termékenyítette meg a meddő földeket."

## Életrajz
Pierre Rabhi 1938-ban, a Béchar közeli Kenadsában, egy dél-algériai oázisban látta meg a napvilágot, muszlim család gyermekeként.
Zenészként és költőként is tehetséges édesapja, szakmájában megbecsült kovácsként kereste meg a család fenntartásához szükséges mindennapi betevőt. Fiát a koranikus mellett világi iskolába is beíratta, és nevelését ezekre az évekre egy francia származású bányamérnök és tanítónő felesége gondjaira bízta. Pierre Rabhi, akinek gyermekéveit egyaránt hatotta át az iszlám és a keresztény kultúrkör szellemisége és szokásrendje, önéletrajzi írásában (Du Sahara aux Cévennes ou la Reconquête du songe, Itinéraire d’un homme au service de la terre-mère – Candide, Lavilledieu, 1983; Albin Michel, 1995 és 2002 – A Szaharától Cévennes-ig, avagy az álom megvalósítása, Életút az anyaföld szolgálatában) adott számot arról a lelki meghasonulásról, amelynek következtében tizenhat évesen áttért a katolikus hitre. Ekkor már nevelő szüleivel Oránban élt, ahol két évig egy gimnáziumban folytatta a tanulmányait, majd egy fogászati rendelőben, később pedig egy bankban vállalt munkát.
1954-ben kitört az algériai háború, és Pierre Rabhi, akinek kapcsolata ekkor már mind édesapjával, mind nevelőapjával megromlott, elhagyta szülőhazáját, hogy Párizsban telepedjen le. Munkahelyén megismerkedett későbbi feleségével, Michèle-lel, akivel hosszas előkészületek után földet vásárolt a dél-franciaországi Ardèche vidékén. Egy ideig mezőgazdasági szakmunkásként dolgozott, majd – mivel nem értett egyet a produktivista ipari mezőgazdaság elveivel – biogazdálkodásba kezdett. Ezt a tevékenységét máig folytatja, és a gyönyörű, ám sziklás Ardèche-i vidéken csodálatos farmot hozott létre. Feleségével öt gyermekük született.

## Szakmai tevékenység
1978-ban tanszékvezetői állást fogadott el az országos, vidékfejlesztésért felelős képző- és kutatóközpont az évben nyíló agroökológia szakán (CEFRA – Centre d'études et de formation rurales appliquées), kidolgozta saját oktatási rendszerét, és fáradhatatlan utazásokba kezdett franciaországi, európai és afrikai intézetek meghívására.
1981-ben az ottani kormány meghívására először utazik Burkina Fasóba. A szárazság elleni küzdelemhez, valamint a vegyszerek és műtrágyák áldozatául esett földek megmentéshez kérték a segítségét. Nagy sikerrel oldotta meg a feladatot, bizonyítva agrobiológiai és ökológiai módszerének eredményességét, amelynek alapelvei a következőek: vegyszermentes biogazdálkodás, tudományos alapon elkészített és adagolt biokomposzt, a helyi adottságok figyelembe vétele és ökoszisztémába illeszkedése, energetikai önellátás, csepegtető öntözés és a szennyvíz növényi tisztítása, a vetőmagok megőrzése, valamint az életmód tekintetében a „boldog mértékletesség” elve.
1985-ben a Point-Mulhouse cég támogatásának köszönhetően Gorom-Goromban (Burkina Faso) létrehozta az első afrikai agrobiológiai és ökológiai központot, alapos tudományos képzést és gyakorlati lehetőséget biztosítva az érdeklődő mérnökök és földművelők számára.
1988-ban létrehozott egy nemzetközi szervezetet (CIEPAD – Carrefour international d'échanges de pratiques appliquées au développement), amely sorra kivirágoztatta, és művelhetővé tette Marokkó, Palesztina, Algéria, Tunézia, Szenegál, Togo, Bénin és Mauritánia egyes terméketlennek hitt sivatagi területeit. Lengyelországban és Ukrajnában is felkérték a műtrágyáktól kiégett földek rehabilitációjának szakmai támogatására. A szervezet azóta is a fenntartható fejlődés elvének megfelelő mezőgazdasági képzések és gyakorlatok megvalósításán dolgozik világszerte.
1992-ben részt vett a Tunéziában található, Chenini-Gabes névre hallgató oázis újjáépítési programjának beindításában. A helyi földművelőkkel együttműködve megszervezte Dél-Tunézia biozöldség- és biogyümölcstermő oázisláncolatát, mindemellett pedig megtervezte a dél-franciaországi Solan ortodox kolostor ökológiai kertészetét és optimális termelési rendszerét.
1995-ben elindította az Oasis en tous lieux (Oázisok mindenhol) mozgalmat az agrobiológiai és ökológiai önellátó gazdálkodás és az anyaföld tiszteletének elveivel és gyakorlatával. A szervezet ökológiai elveken működő, önellátó falvakat teremtett több francia megyében és a környező országokban, ezzel erősítve a mesterségek szerepét, a helyi termékek iránti igényt és az emberi kapcsolatokat. Lapjuk, a Manifeste des Oasis en tous lieux (Oázisok hangja mindenhol), elveik magyarázatát és a gyakorlati megvalósításuk útjait mutatja be.
1997 és 1998 között az ENSZ megbízásából Pierre Rabhi, a téma legfontosabb nemzetközi szakértőjeként, részt vett az elsivatagosodás elleni küzdelem alappilléreinek kidolgozásában és javaslatokat tett azok gyakorlati megvalósítására.
1994-ben létrehozta először "Amis de Pierre Rabhi" (Pierre Rabhi barátai), később 1999-ben a Terre et Humanisme (Föld és Emberségnevű szervezetet, amelynek fő célkitűzése a kezdetektől fogva az agroökológia elveinek gyakorlatban való megismertetése, az emberi élet körülményeinek a javítása és a természeti környezet megóvása. Pierre Rabhi hatóerejének megsokszorozása érdekében létrejött szervezet segítette az élelmiszer-önrendelkezés és a nemzetközi szolidaritás továbbterjedését. Új akciókat indítottak Nigériában (Agadez környékén), Maliban (Gao vidékén), valamint Marokkóban (Kermet Bensalem, Dar Bouazza, Taroudant környékén). Ugyanekkor lányával, Sophie Rabhi-val, La ferme des Enfants (Gyermekfarm) néven óvodát, iskolát és kollégiumot alapított, ahol a gyerekeket a növény- és állatvilág ritmusába és szépségébe vezetik be. A projekt Pierre Rabhi agroökológiai alapelvei szerint valósul meg, és több különböző területet kapcsol össze. A Maria Montessori pedagógiai alapelvei szerint működő iskola és az itt tanuló gyerekek mindennapjai szorosan összefonódnak egy agroökológiai farmmal és a szintén itt élő és dolgozó nyugdíjasokkal. A lakóépületeket megújuló energiaforrások működtetik, az értékelvű alternatív iskola mindennapi életét pedig a megosztás, a szolidaritás, a tisztelet, a természettel való szoros kapcsolat, a különböző generációk közötti emberi kapcsolat, a tanulás és a földdel való munka határozza meg.
2002-ben a francia elnökválasztás előkampánya keretében életre hívta a „lelkiismeret lázadására” felhívó Mouvement appel pour une insurrection des consciences (MAPIC) elnevezésű mozgalmat.
2003-ban Michel Valentinnal közösen létrehozta a Les Amanins névre hallgató agroökológiai központot. A tanyával, farmmal összekötött, gyakorlati és tapasztalati lehetőségeket nyújtó nemzetközi bentlakásos agroökológiai központ egyben agrobiológiai és ökológiai főiskola is. A 2003 óta nagy ökológiai centrummá fejlődött intézet Pierre Rabhi pedagógiáját alkalmazza a „Föld és Emberség” filozófiájának szellemében. A farm nyitott mindenki számára, a világ minden tájáról érkeznek hallgatók, és egész évben folyamatosan követik egymást a szemináriumok. A tanya éltető oázis és gyakorló laboratórium minden érdeklődő számára.
A 2007-ben életre hívott Colibris társaság (Colibris – Coopérer pour changer) célja, hogy összekösse és támogassa azokat, akik részt szeretnének vállalni egy újfajta társadalom felépítésében. A Kolibrik szerte a világon Pierre Rabhi szellemiségében működnek, könyveket adnak ki, valamint egy kéthavonta 25000 példányban megjelenő magazint, a Kaizen című periodikát. Saját honlapot szerkesztenek, filmek készítését támogatják, összekötik a helyi biotermelőket a helyi fogyasztókkal, bemutatják a különböző projekteket, valamint helyi rendezvényeket és polgári fórumokat szerveznek a helyi társadalmi kapcsolatok erősítése érdekében.
2010-ben a Pierre Rabhi Alapítvány a Fondations
Françaises védnökségével jött létre, célja hogy Pierre Rabhi gondolatainak
terjesztését biztosítsa. Az alapítvány tanácsadást biztosít biotermelőknek és erdészeknek, oktatási tevékenységet folytat, agrobiológiai és ökológiai oktató központokat létesít szerte a világon, valamint fontosnak tartja a helyi építési formák alkalmazását, a vízkészlet és a helyi vetőmagok megőrzését. Az alapítvány sikeres franciaországi és marokkói missziókat is vezet, és eredményesen működik az Elefántcsontparton (Tshanfetoban) és Béninben, valamint Szenegálban és Maliban (Tacharane-ban).
2011-ben a román ortodox pátriárka kérésére egy ortodox kolostor és egy árvaház földjén agrobiológiai és ökológiai rendszert alakított ki rendszeres gyakorlati oktatással. Az egyik kísérleti telep a Bukarest melletti Pasarea monostor 60 hektáros területe, a másik egy Moldvában, Iasi megyében, található árvaház háromhektáros területe volt, ahol Pierre Rabhi az élelmiszer-önrendelkezés alapelveit segített megvalósítani, valamint a zöldkomposzt titkait, a növények egymásra hatását, a permakultúra elveit, a magvak megőrzését és a polikultúrás növénytermesztést oktatta. Később a pátriárka ötszáz ortodox kolostor gazdálkodásának megtervezésével bízta meg, a nagyszabású terv azonban a romániai közállapotok miatt eddig nem valósult meg.
Pierre Rabhi 2007-ben nem vett részt a választásokon, mert véleménye szerint a hagyományos politikai kampány csak időleges, és nem szolgálja az örökérvényű értékeket. 2012-ben azonban az elnökválasztással párhuzamosan figyelemfelhívó kampányt indított, és meghirdette a „Mindenki jelölt!” mozgalmat.
Felvilágosító munkáját, egyik földrészről a másikra utazva, állhatatosan folytatja, ráébresztő előadásokat tart fáradhatatlan figyelemmel, humorral, hittel és szeretettel. Pierre Rabhi mára világszerte elismertté vált, előadásain tolonganak a résztvevők, a francia televíziók, rádiók és magazinok rendszeresen foglalkoznak vele, könyvei évente több tízezres példányszámban kelnek el. L'offrande au Crépuscule (Hogy megmaradjon az élet) című könyve több kiadást ért meg, és elnyerte a francia mezőgazdasági minisztérium nagydíját.
2014 októberében megjelent magyarul Pénzt akarunk, vagy életet? címmel Pierre Rabhi válogatott írásainak gyűjteményes kiadása, valamint Hogy megmaradjon az élet címmel a L’Offrande au Crépuscule című könyvének magyar fordítása a l'Harmattan Kiadó gondozásában.

## Pierre Rabhi a Youtube-on magyar felirattal
- Pierre Rabhi a boldog mértékletességről
- Pierre Rabhi Au nom de la Terre c. film
- Marillon Cotillard és Pierre Rabhi találkozása

## Művei
- Pénzt akarunk, vagy életet? (L’Harmattan 2014) Fordította és szerkesztette: Bajzáth Gabriella. Pierre Rabhi válogatott írásainak gyűjteményes kiadása, szerepelnek benne többek között a Tous Candidats!, a Manifeste pour la Terre et l’Humanisme és a La part du colibri című művek.
- Hogy megmaradjon az élet (l’Harmattan 2014) Fordította: Timár Noémi és Nagy Andrea. A L’Offrande au Crépuscule című könyv magyar kiadása.
- Petit cahier d’exercices de tendresse pour la terre et l’humain (Jouvence, 2012) (A föld és az ember iránti gyöngédség kis gyakorlófüzete)
- Tous Candidats! Eloge du génie créateur de la société civile (Actes Sud, 2011) (Mindenki jelölt! A civil kezdeményezések teremtő ereje)
- Vers la Sobriété Heureuse (Actes Sud, 2010) (A boldog mértékletesség felé)
- Manifeste pour la Terre et l’Humanisme (Actes Sud, 2008) (Kiáltvány a Földért és az Emberségért)
- Petits mondes de la forêt (Les Petites Vagues éditions, 2007) (Az erdő kis világai)
- L’Homme entre terre et ciel, Nature, écologie et spiritualité (Jouvence, 2007) (Az ember a föld és az ég között: természet, ökológia, spiritualitás)
- Vivre relié à l’essentiel: le XXIe siècle sera spirituel… ou ne sera pas! (Jouvence, 2007) (A lényegre figyelve élni: A XXI. század a spiritualitás százada lesz…vagy nem lesz!)
- Terre-Mère, Homicide volontaire? (Le Navire en pleine ville, 2007) (Anya-Föld, Tudatos gyilkosság?)
- Ecologie et spiritualité (Albin Michel, 2006) (Ökológia és spiritualitás)
- La part du colibri, L’espèce humaine face à son devenir (Éditions de l’aube, 2006) (Amit a kolibri is megtehet, Az emberi faj jövője)
- Conscience et Environnement, La Symphonie de la Vie (éditions du Relié, 2006) (Lelkiismeret és környezet, az Élet szimfóniája)
- Graines de Possibles, par Pierre Rabhi et Nicolas Hulot (Calmann-Levy, 2005, reprint Poche, 2006) (A lehetőség magvai)
- Le Gardien du feu, Message de sagesse des peuples traditionnels (Albin Michel, 2003) (A tűz őrzője, Az őslakosok bölcs üzenete)
- Le Chant de la Terre (La Table Ronde, 2002) (A Föld éneke)
- L’Offrande au Crépuscule (Candide, Lavilledieu, 1989; L’Harmattan, 2001 – elnyerte a francia mezőgazdasági minisztérium nagydíját) (2014 magyar kiadás, l’Harmattan: Hogy megmaradjon az élet)
- Manifeste pour des Oasis en tous lieux (1997) (Kiáltvány Oázisokért mindenhol a világon)
- Le Recours à la Terre, (Terre du Ciel, Lyon 1995 és 1999) (Visszatérés a Földhöz)
- Parole de terre (Albin Michel, 1996) (A föld szava)
- Du Sahara aux Cévennes ou la Reconquête du songe, Itinéraire d’un homme au service de la terre-mère (Candide, Lavilledieu, 1983; Albin Michel, 1995 és 2002) (A Szaharától Cévennes-ig, avagy az álom megvalósítása, Életút az anyaföld szolgálatában)

## Magyarul
- Pénzt akarunk, vagy életet?; ford. Bajzáth Gabriella; L'Harmattan, Bp., 2014
- Hogy megmaradjon az élet. Beszámoló; ford. Nagy Andrea, Timár Noémi; L'Harmattan, Bp., 2014

## Pierre Rabhival készült filmek
- – L’urgence de ralentir! (Muszáj lassítanunk!) Philippe Borrel dokumentumfilmje, 2014
- Pierre Rabhi, Au nom de la terre – Pierre Rabhi, A föld nevében, Marie-Dominique Dhelsing filmje, 2013
- Il mio corpo è la Terra – A testem és a Föld, Carola Benedetto és Igor Piumetti filmje, 2012
- Pierre Rabhi, La reconquête du songe – Pierre Rabhi, A visszanyert álom, Marie-Dominique Dhelsing filmje, 2011
- Severn, la voix de nos enfants – Severn, gyermekeink hangja, Jean-Paul Jaud filmje, 2010
- Solutions locales pour un désordre global – Helyi megoldások a globális káosz ellen, Coline Serreau filmje, 2010
- Sous les pavés, la Terre! – Az aszfalt alatt ott a Föld! Thierry Kruger et Pablo Girault filmje, 2009)

## Pierre Rabhi inspirálta alapítványok, civil szervezetek honlapjai
- Colibri Mozgalom
- Pierre Rabhi blogja
- Terre et Humanisme Egyesület
- Pierre Rabhi alapítványa
- Oázisok mindenhol
- Gyermekfarm
- Amaninok

## Pierre Rabhi agroökológiai tanácsai szerint működő kezdeményezések
- Solani apátság Archiválva 2018. november 23-i dátummal a Wayback Machine-ben
- Kerbastic birtok
- Karma Ling Intézet Archiválva 2014. december 17-i dátummal a Wayback Machine-ben

## Fordítás
- Ez a szócikk részben a Pierre Rabhi című francia szócikk fordításán alapul.